# الدولاب (كعيدنة)

تعديل مصدري - تعديل

الدولاب هي إحدى قرى عزلة سواخ بمديرية كعيدنة التابعة لمحافظة حجة، بلغ تعداد سكانها 303 نسمة حسب تعداد اليمن لعام 2004.